# MBS漫才アワード
『MBS漫才アワード（エムビーエスまんざいアワード）』は、関西のテレビ・ラジオ放送局である毎日放送(MBS)が主催していた漫才コンテスト。2011年開催の第9回までは『MBS新世代漫才アワード（エムビーエスしんせだいまんざいアワード）』の名称で開催された。

## 概要
これまで、NHK上方漫才コンテスト（NHK大阪放送局主催）や、ABCお笑い新人グランプリ→ABCお笑いグランプリ（朝日放送テレビ）、上方お笑い大賞→笑いの超新星→ytv漫才新人賞（讀賣テレビ放送）など、在阪のテレビ局各社が新人のお笑い芸人のコンテストを行ってきた中で、唯一そのようなコンテストを持っていなかった毎日放送が『MBS新世代漫才アワード』の名称で2003年からスタートさせた。
「現役高校生が選ぶ・一番面白い漫才師は誰か」をフレーズとした漫才大会であり、大会を重ねるごとに注目度が増している大会である。開催時期は夏であり、開催地は大阪である。出場制限は特になく関西の若手芸人が中心に参加しているが、東京を拠点に活動するコンビや比較的ベテランのコンビもエントリーしている。「審査員が現役高校生」という所がこの大会の特徴であり、醍醐味である。
優勝者には賞金100万円と年末年始の冠番組出演権が贈られる。ただし第1回のみ「芸人生活MBS全面バックアップ」と称して、ちちんぷいぷい、せやねん!、水野真紀の魔法のレストランのレギュラー出演権、第8回のみ、同日生放送された『ロケみつ〜ロケ×ロケ×ロケ〜大生放送SP』のゲスト出演権が贈られ、さらに毎日放送開局60周年と優勝を記念した旅ロケ企画「バンジージャンプでロウソクをさせ MBS開局60周年記念 おめでとう!バースデーケーキブログ旅」が用意された。
「夏の賞レースといえば漫才アワード」と定着しつつあったが、第5回（2007年9月29日）・第11回（2013年11月4日）のように秋に開催されたこともある。
松竹芸能所属で東京拠点のアメリカザリガニがグランプリを獲得した第6回 を除き、吉本興業所属で大阪拠点の漫才コンビがグランプリを独占してきた。
毎日放送以外でのネット局は、第5回（2007年）の決勝トーナメントを同時ネットした山陽放送（RSK） と、第8回（2010年）から第10回（2012年）までの決勝トーナメントを同時ネットした熊本放送（RKK）のみである。その後第10回以降は『MBS漫才アワード』に改称する。
しかし毎日放送は、MBSスタジオ in USJが閉鎖した直後の2014年4月に、当コンテストの終了を発表した。終了を決めた理由には、同局が主催するお笑い関係のコンテストを、前年から開始の『歌ネタ王決定戦』に集約させることが挙げられている。ちなみに歌ネタ王決定戦のMCは、新世代漫才アワード第1回優勝者のフットボールアワーの後藤輝基が担当している。
なお毎日放送では、ラジオにて2013年1月から「耳で楽しむ賞レース」という触れ込みで年に数回 「めざせ賞金5万円 MBSラジオ演芸ヤングスネーク杯」 （芸歴5年以内の芸人が対象のコンテスト）を放送している。

## 大会の選考概要
漫才師だけでなく、審査員を希望する高校生も選考を受ける必要があり、勝ち抜いた者が審査をすることができる。希望者の高校生（高校生限定）は事前に「お笑いペーパーテスト」を受け、テストの上位1000人で審査を行う。1次予選・2次予選は250人（第11回2次試験は50人）の審査員が、決勝では一般審査員1000人が審査する。このうち600人が会場審査員で、残りの400人は自宅審査員となる。第9回以降は「高校生お笑いセンター試験」に替わり、テストの合格者200人が審査を行った。
1次予選は6月下旬頃（第11回は9月下旬）に行われ、エントリーした全組から40組（第11回は30組）が選ばれ2次予選に進出する。
2次予選は7月上旬（第11回は10月5日）に行われる。250人の審査員1人につき1～3点の点数を持ち、ネタを披露したコンビに対し持ち点数をつけ、合計点数の上位（決勝トーナメント進出組は開催年によって異なる）が決勝に進出する方式である。
決勝戦は8月末（第4回は7月末、第5回は9月末、第11回は11月4日）に行われ、2次予選を勝ち抜いたコンビによる「1対1の勝ち抜きトーナメント方式」である。審査員1000人→200人が1対1で勝負するコンビに対し、よりおもしろいと思ったコンビに投票し、過半数の支持を獲得したコンビが勝利する方式である。
最終決戦はトーナメントを勝ち抜いた組によって行われ、一番票を集めたコンビが優勝となる。

## 第1回・第2回の概要
第1回・第2回は出場資格を「結成10年以内」「関西を拠点に活動」のコンビに限定していた。1次予選をパソコン・携帯電話などによる人気投票で選出された9組と、敗者復活戦を勝ち上がった1組を合わせた計10組で争われた。しかし、1次予選の投票が一人何回でも出来る点など、公平性に問題があるのではないかとの指摘もあった。

## 第3回以降の概要

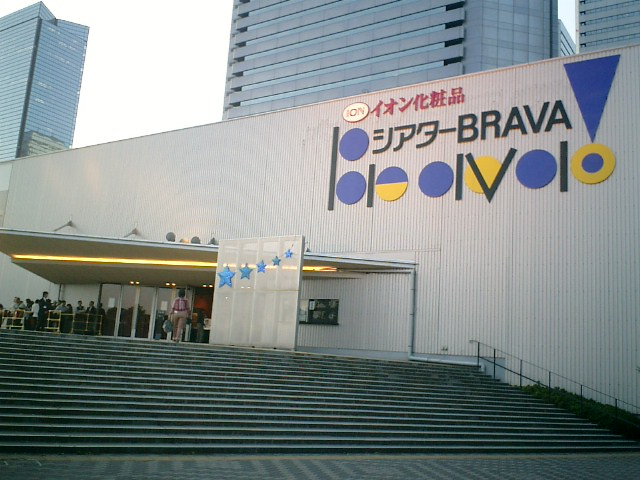
第5回までの決勝大会会場のシアターBRAVA!

第3回以降、出場資格は「プロとして活動していて、事務所などに所属している」という縛りのみとなって芸歴及び活動拠点の制限が廃止された為、エントリー総数が150組を超えるようになった。矢野・兵動、ジャリズム、$10、ルート33、デンジャラスといった、ベテランもエントリーするようになり、東京を本拠地とするキャン×キャン、トータルテンボス、ハリガネロック、2丁拳銃、アメリカザリガニの5組が決勝進出を果たした。
1次予選は「毎日放送AVルーム」において数日に渡って行われ、上位40組が次の2次予選へ進む。2次予選は「MBSスタジオ in USJ」にて開催され、上位12組が決勝大会へ勝ち上がる。1次予選の審査形式は公開されていないが、2次予選は客席の250人の高校生審査員（第6回は200人）が「3点満点」で、各芸人の演技が終わった直後にトータライザーによる採点を行う。
2次予選の模様は、第3回は公式サイト上にてストリーミングによる生中継、第4回以降は深夜帯に決勝進出組以外の漫才と、予選のドキュメンタリーからなる番組が放送されるようになり、知名度や露出の低い芸人にとっては、2次予選進出だけでも、大きなメリットとなる大会となった。実際にこの番組の2次予選が初めての地上波テレビでの漫才となる出演者が、何組も1次予選から勝ち上がっている（ヒカリゴケ、王、パプア。、ヘンダーソン等）。その中でも第4回のヒカリゴケは決勝進出も果たし、2年後には東京進出も果たした。この番組の高校生による審査が知名度や人気などに左右されたものでないことを、大きくアピールするものとなった。
決勝大会は、第5回まではシアターBRAVA!、第6回・第7回は松下IMPホール、第8回はシアター・ドラマシティ、第9回以降はMBSスタジオ in USJにて行われ、「お笑いペーパーテスト」→「高校生お笑いセンター試験」で選ばれた1000人→200人の高校生が審査員を務める（第6回は一部審査員が自宅からの電話投票）。審査方法は、どちらが面白かったかだけをトータライザーで選択するタイマン制で、ノックアウト形式のトーナメントを3回行い優勝者を決定する。第9回以降は準決勝が廃止となり、決勝戦では1回戦で勝利した芸人全組による勝ち残り方式での決勝戦に臨む。第8回は初めてゴールデンタイムで生放送された（2010年8月26日放送）が、『スパモク!!』枠での放送のため、放送時間が2時間、決勝大会進出も8組に削減されることとなった。決勝戦の対戦組み合わせ抽選の模様は、同日に放送した『ちちんぷいぷい夏祭り おかげさまで60年スペシャル』（毎日放送平日午後の情報テレビ番組『ちちんぷいぷい』の特別番組）内で生放送された。第9回・第10回も引き続きゴールデンタイム（2011年8月25日・2012年8月30日、『スパモク!!』枠）で生放送された。第11回（2013年）には、決勝開催日の11月4日（月曜日）が国民の休日に当たることから、『ちちんぷいぷい』との合同特別番組『ちちんぷいぷい×MBS漫才アワード あっぱれ!ハイスクール』の第2部（16:00 - 17:50）で決勝戦の模様を放送した。
対戦の組み合わせは1回戦は抽選で決定し、準決勝は1回戦の奇数試合の勝者が先攻、偶数試合の勝者が後攻となる。決勝戦のネタ順は再抽選で決定（第9回以降は1回戦で得点の低かった順）。なお第8回まで終了した時点での1対1の対戦結果では先攻が18勝、後攻が43勝と後攻が有利となっている。

## 歴代大会の結果

### 第1回（2003年）
- 大会開催日 2003年8月31日
- 1回戦（太字が勝者）

|         | 先攻               | 先攻 | 後攻                     | 後攻 |
| ------- | ------------------ | ---- | ------------------------ | ---- |
| 第1試合 | レギュラー         | 0点  | ザ・プラン9              | 10点 |
| 第2試合 | チュートリアル     | 10点 | ロザン（敗者復活）       | 0点  |
| 第3試合 | フットボールアワー | 10点 | キングコング（敗者復活） | 0点  |
| 第4試合 | 麒麟               | 6点  | 笑い飯                   | 4点  |

- 決勝戦

| 順位 | ネタ順 | コンビ名           | 得点  |
| ---- | ------ | ------------------ | ----- |
| 優勝 | 4番    | フットボールアワー | 357点 |
| 2位  | 3番    | チュートリアル     | 315点 |
| 3位  | 2番    | 麒麟               | 280点 |
| 4位  | 1番    | ザ・プラン9        | 211点 |

### 第2回（2004年）
- 大会開催日 2004年8月29日

※ボーダフォン日本法人（現・ソフトバンクモバイル）が特別協賛。
- 1回戦（太字が勝者）

|         | 先攻                   | 先攻 | 後攻        | 後攻 |
| ------- | ---------------------- | ---- | ----------- | ---- |
| 第1試合 | 青空                   | 6点  | 千鳥        | 4点  |
| 第2試合 | ランディーズ           | 1点  | 笑い飯      | 9点  |
| 第3試合 | 南海キャンディーズ     | 4点  | ザ・プラン9 | 6点  |
| 第4試合 | レギュラー（敗者復活） | 3点  | Over Drive  | 7点  |
| 第5試合 | 麒麟                   | 4点  | NON STYLE   | 6点  |

- 決勝戦

| 順位 | ネタ順 | コンビ名    | 得点  |
| ---- | ------ | ----------- | ----- |
| 優勝 | 5番    | 笑い飯      | 373点 |
| 2位  | 4番    | NON STYLE   | 330点 |
| 3位  | 1番    | ザ・プラン9 | 304点 |
| 4位  | 3番    | OverDrive   | 278点 |
| 5位  | 2番    | 青空        | 262点 |

### 第3回（2005年）
- 大会開催日 2005年8月28日
- 1回戦（太字が勝者）

|         | 先攻               | 先攻  | 後攻         | 後攻  |
| ------- | ------------------ | ----- | ------------ | ----- |
| 第1試合 | 青空               | 226点 | りあるキッズ | 774点 |
| 第2試合 | オジンオズボーン   | 411点 | アジアン     | 589点 |
| 第3試合 | 2丁拳銃            | 443点 | 矢野・兵動   | 557点 |
| 第4試合 | ダイアン           | 143点 | NON STYLE    | 857点 |
| 第5試合 | キャン×キャン      | 128点 | 麒麟         | 872点 |
| 第6試合 | 南海キャンディーズ | 228点 | とろサーモン | 772点 |

- 準決勝（太字が勝者）

|         | 先攻         | 先攻  | 後攻         | 後攻  |
| ------- | ------------ | ----- | ------------ | ----- |
| 第1試合 | りあるキッズ | 433点 | アジアン     | 567点 |
| 第2試合 | 矢野・兵動   | 435点 | NON STYLE    | 565点 |
| 第3試合 | 麒麟         | 586点 | とろサーモン | 414点 |

- 決勝戦

| 順位 | ネタ順 | コンビ名  | 得点  |
| ---- | ------ | --------- | ----- |
| 優勝 | 3番    | 麒麟      | 451点 |
| 2位  | 1番    | NON STYLE | 375点 |
| 3位  | 2番    | アジアン  | 174点 |

- 備考
  - この回から現行の大会制度になり、敗者復活戦は撤廃された。

### 第4回（2006年）
- 放送日時 7月30日 12:54～（生放送）
- 決勝トーナメント会場 シアターBRAVA!
- 1回戦（太字が勝者）

|         | 先攻         | 先攻  | 後攻         | 後攻  |
| ------- | ------------ | ----- | ------------ | ----- |
| 第1試合 | ダイアン     | 367点 | 矢野・兵動   | 633点 |
| 第2試合 | とろサーモン | 645点 | 青空         | 355点 |
| 第3試合 | ヒカリゴケ   | 340点 | りあるキッズ | 660点 |
| 第4試合 | $10          | 555点 | アジアン     | 445点 |
| 第5試合 | にのうらご   | 286点 | スマイル     | 714点 |
| 第6試合 | 2丁拳銃      | 160点 | NON STYLE    | 840点 |

- 準決勝（太字が勝者）

|         | 先攻         | 先攻  | 後攻         | 後攻  |
| ------- | ------------ | ----- | ------------ | ----- |
| 第1試合 | 矢野・兵動   | 295点 | とろサーモン | 705点 |
| 第2試合 | りあるキッズ | 322点 | $10          | 678点 |
| 第3試合 | スマイル     | 305点 | NON STYLE    | 695点 |

- 決勝戦

| 順位 | ネタ順 | コンビ名     | 得点  |
| ---- | ------ | ------------ | ----- |
| 優勝 | 3番    | NON STYLE    | 705点 |
| 2位  | 1番    | $10          | 161点 |
| 3位  | 3番    | とろサーモン | 134点 |

- 特別ゲスト
  - 麒麟
  - Mr.マリック
- お笑いペーパーテスト試験監督
  - たむらけんじ
  - ケンドーコバヤシ

### 第5回（2007年）
- 放送日時 9月29日 13:54～（生放送）
- 決勝トーナメント会場 シアターBRAVA!
- 1回戦（太字が勝者）

|         | 先攻          | 先攻  | 後攻             | 後攻  |
| ------- | ------------- | ----- | ---------------- | ----- |
| 第1試合 | のろし        | 341点 | トータルテンボス | 659点 |
| 第2試合 | 矢野・兵動    | 585点 | とろサーモン     | 415点 |
| 第3試合 | $10           | 675点 | ストリーク       | 325点 |
| 第4試合 | スマイル      | 383点 | アジアン         | 617点 |
| 第5試合 | キャン×キャン | 345点 | オジンオズボーン | 655点 |
| 第6試合 | シンクタンク  | 185点 | ハリガネロック   | 815点 |

- 準決勝（太字が勝者）

|         | 先攻             | 先攻  | 後攻           | 後攻  |
| ------- | ---------------- | ----- | -------------- | ----- |
| 第1試合 | トータルテンボス | 424点 | 矢野・兵動     | 576点 |
| 第2試合 | $10              | 474点 | アジアン       | 526点 |
| 第3試合 | オジンオズボーン | 345点 | ハリガネロック | 655点 |

- 決勝戦

| 順位 | ネタ順 | コンビ名       | 得点  |
| ---- | ------ | -------------- | ----- |
| 優勝 | 3番    | アジアン       | 357点 |
| 2位  | 2番    | 矢野・兵動     | 339点 |
| 3位  | 1番    | ハリガネロック | 304点 |

- キャンペーンキャラクター
  - NON STYLE
- 特別ゲスト
  - なかやまきんに君
- お笑いペーパーテスト試験監督
  - たむらけんじ
  - ケンドーコバヤシ
- 備考
  - 優勝したアジアンは大会史上初の女性優勝コンビになった。
  - 今大会は東京に進出したハリガネロック、ジャリズムが予選に現れるなどの新展開を見せた。

### 第6回（2008年）
- 放送日時 8月30日 13:54 - 16:55（生放送）
- 決勝トーナメント会場 松下IMPホール
- 1回戦（太字が勝者）

|         | 先攻               | 先攻  | 後攻           | 後攻  |
| ------- | ------------------ | ----- | -------------- | ----- |
| 第1試合 | モンスターエンジン | 322点 | $10            | 678点 |
| 第2試合 | ジャルジャル       | 272点 | 藤崎マーケット | 728点 |
| 第3試合 | ストリーク         | 409点 | とろサーモン   | 591点 |
| 第4試合 | 鎌鼬               | 595点 | ギャロップ     | 405点 |
| 第5試合 | トータルテンボス   | 541点 | スマイル       | 459点 |
| 第6試合 | アメリカザリガニ   | 625点 | のろし         | 375点 |

- 準決勝（太字が勝者）

|         | 先攻             | 先攻  | 後攻             | 後攻  |
| ------- | ---------------- | ----- | ---------------- | ----- |
| 第1試合 | $10              | 572点 | 藤崎マーケット   | 428点 |
| 第2試合 | とろサーモン     | 570点 | 鎌鼬             | 430点 |
| 第3試合 | トータルテンボス | 406点 | アメリカザリガニ | 594点 |

- 決勝戦

| 順位 | ネタ順 | コンビ名         | 得点  |
| ---- | ------ | ---------------- | ----- |
| 優勝 | 1番    | アメリカザリガニ | 448点 |
| 2位  | 3番    | $10              | 304点 |
| 3位  | 2番    | とろサーモン     | 248点 |

- 特別ゲスト
  - なだぎ武（ザ・プラン9）
- 備考
  - アメリカザリガニ（松竹芸能）の優勝によって、大会始まって以来初めて吉本興業以外に所属する漫才コンビがグランプリを獲得した。東京勢としての優勝も初[5]。
  - 今回からお笑いペーパーテストの制度が変わり、高校生が自宅でテストを受けるようになったので、試験監督はなし。

### 第7回（2009年）
- 放送日時 8月30日 14:00 - 17:00（生放送）
- 決勝トーナメント会場 松下IMPホール
- 1回戦（太字が勝者）

|         | 先攻           | 先攻  | 後攻                   | 後攻  |
| ------- | -------------- | ----- | ---------------------- | ----- |
| 第1試合 | イシバシハザマ | 334点 | ウーマンラッシュアワー | 666点 |
| 第2試合 | かまいたち     | 321点 | ソーセージ             | 679点 |
| 第3試合 | のろし         | 581点 | ストリーク             | 419点 |
| 第4試合 | 天竺鼠         | 480点 | 藤崎マーケット         | 520点 |
| 第5試合 | ヒカリゴケ     | 315点 | オジンオズボーン       | 685点 |
| 第6試合 | スマイル       | 414点 | span!                  | 586点 |

- 準決勝（太字が勝者）

|         | 先攻                   | 先攻  | 後攻           | 後攻  |
| ------- | ---------------------- | ----- | -------------- | ----- |
| 第1試合 | ウーマンラッシュアワー | 666点 | ソーセージ     | 334点 |
| 第2試合 | のろし                 | 330点 | 藤崎マーケット | 670点 |
| 第3試合 | オジンオズボーン       | 497点 | span!          | 503点 |

- 決勝戦

| 順位 | ネタ順 | コンビ名               | 得点  |
| ---- | ------ | ---------------------- | ----- |
| 優勝 | 2番    | span!                  | 382点 |
| 2位  | 3番    | ウーマンラッシュアワー | 370点 |
| 3位  | 1番    | 藤崎マーケット         | 248点 |

- 特別ゲスト
  - 岸 学（どきどきキャンプ）
- 備考
  - ウーマンラッシュアワーは出場時点で、結成11か月であった。

### 第8回（2010年）
- 放送日時 8月26日 19:00 - 20:54（生放送）
- 決勝トーナメント会場 シアター・ドラマシティ
- リポーター
  - たむらけんじ
  - 宇都宮まき
- 1回戦（太字が勝者）

|         | 先攻             | 先攻  | 後攻               | 後攻  |
| ------- | ---------------- | ----- | ------------------ | ----- |
| 第1試合 | 藤崎マーケット   | 673点 | 銀シャリ           | 327点 |
| 第2試合 | GAG少年楽団      | 308点 | スーパーマラドーナ | 692点 |
| 第3試合 | span!            | 524点 | のろし             | 476点 |
| 第4試合 | チャド・マレーン | 398点 | スマイル           | 602点 |

- 準決勝（太字が勝者）

|         | 先攻           | 先攻  | 後攻               | 後攻  |
| ------- | -------------- | ----- | ------------------ | ----- |
| 第1試合 | 藤崎マーケット | 423点 | スーパーマラドーナ | 577点 |
| 第2試合 | span!          | 356点 | スマイル           | 644点 |

- 決勝戦

| 順位 | ネタ順 | コンビ名           | 得点  |
| ---- | ------ | ------------------ | ----- |
| 優勝 | 後攻   | スマイル           | 616点 |
| 2位  | 先攻   | スーパーマラドーナ | 384点 |

### 第9回（2011年）
- 放送日時 8月25日 19:00 - 20:54（生放送）
- リポーター
  - たむらけんじ
  - 宇都宮まき
- 1回戦（太字が勝者）

|         | 先攻       | 先攻  | 後攻               | 後攻  |
| ------- | ---------- | ----- | ------------------ | ----- |
| 第1試合 | 学天即     | 35点  | スーパーマラドーナ | 165点 |
| 第2試合 | プリマ旦那 | 150点 | span!              | 50点  |
| 第3試合 | 和牛       | 139点 | ポラロイドマガジン | 61点  |
| 第4試合 | かまいたち | 112点 | ソーセージ         | 88点  |

- 決勝戦

| 順位 | ネタ順 | コンビ名           | 得点  |
| ---- | ------ | ------------------ | ----- |
| 優勝 | 1番    | スーパーマラドーナ | 539点 |
| 2位  | 3番    | プリマ旦那         | 501点 |
| 3位  | 2番    | かまいたち         | 487点 |
| 4位  | 4番    | 和牛               | 485点 |

- 備考
  - 今回より準決勝が廃止。
  - 『MBS新世代漫才アワード』の名称で開催された最後の年となった。

### 第10回（2012年）
- 放送日時 8月30日 18:55 - 20:54（生放送）
- リポーター
  - たむらけんじ（「漫才アワード最高顧問」という肩書で出演、決勝出場芸人へのインタビュアーも兼務）
  - 宇都宮まき
- 1回戦（太字が勝者）

|         | 先攻           | 先攻  | 後攻             | 後攻  |
| ------- | -------------- | ----- | ---------------- | ----- |
| 第1試合 | プリマ旦那     | 104点 | アインシュタイン | 96点  |
| 第2試合 | かまいたち     | 86点  | 和牛             | 114点 |
| 第3試合 | 学天即         | 49点  | インディアンス   | 151点 |
| 第4試合 | 銀シャリ       | 58点  | 天竺鼠           | 142点 |
| 第5試合 | 藤崎マーケット | 102点 | 祇園             | 98点  |

- 決勝戦

| 順位 | ネタ順 | コンビ名       | 得点  |
| ---- | ------ | -------------- | ----- |
| 優勝 | 1番    | 藤崎マーケット | 517点 |
| 2位  | 3番    | 和牛           | 514点 |
| 3位  | 2番    | プリマ旦那     | 480点 |
| 4位  | 5番    | インディアンス | 460点 |
| 5位  | 4番    | 天竺鼠         | 422点 |

- 備考
  - 藤崎マーケットは4度目の挑戦で初優勝。インディアンスは出場時点で、結成2年目であった。なお、第9回優勝のスーパーマラドーナも連覇を狙って出場したが、2次予選で敗退している。
  - 今回より『MBS漫才アワード』の名称で開催された。

### 第11回（2013年）
- 放送日時 11月4日 16:00 - 17:50（生放送）
- 1回戦（太字が勝者）

|         | 先攻        | 先攻  | 後攻           | 後攻  |
| ------- | ----------- | ----- | -------------- | ----- |
| 第1試合 | かまいたち  | 128点 | タナからイケダ | 72点  |
| 第2試合 | アキナ      | 123点 | 和牛           | 77点  |
| 第3試合 | 女と男      | 47点  | プリマ旦那     | 153点 |
| 第4試合 | GAG少年楽団 | 39点  | 吉田たち       | 161点 |

- 決勝戦

| 順位 | ネタ順 | コンビ名   | 得点  |
| ---- | ------ | ---------- | ----- |
| 優勝 | 4番    | 吉田たち   | 520点 |
| 2位  | 3番    | プリマ旦那 | 501点 |
| 3位  | 1番    | アキナ     | 492点 |
| 4位  | 2番    | かまいたち | 410点 |

- 特別ゲスト
  - 西靖（毎日放送アナウンサー）[6]
  - 間寛平[6]
  - なるみ[6]
  - たむらけんじ[6]
  - 大畑大介[6]
- 備考
  - 吉田たちはお笑いの賞レースで初の決勝進出で初優勝。また「予選1位で決勝進出した組は優勝できない」というジンクスがあったが、それを破って予選1位通過での初優勝、さらに双子によるコンビとしても初優勝となった。
  - アキナは出場時点で、結成1年であった。12月30日には、優勝特番「吉田たちの見分け方」が放送された。(オールザッツ漫才の後放送のため番組の紹介もされた)

## 歴代司会者
- 第1回　原田伸郎（あのねのね）、乙葉、河田直也（毎日放送アナウンサー）
- 第2回　原田伸郎、宮地真緒、山中真[7]（毎日放送アナウンサー）
- 第3回 - 第8回　藤井隆、山中真、八木早希（当時毎日放送アナウンサー）
- 第9回　藤井隆、山中真、吉竹史（当時毎日放送アナウンサー）
- 第10回　ブラックマヨネーズ、山中真
- 第11回　藤井隆、宇都宮まき[8]、山中真

## スタッフ

### 第10回のスタッフ
- 構成：小林仁、モリワキナオシ、藤田曜
- TM：永松良仁
- TD・SW：高石和隆
- VE：上原英昭
- CAM：室谷佳宏
- AUD：大谷紗代
- LD：岸本紳
- VTR：吉田梨那
- CG：紀野伸子、村田英樹
- MA：久坂恵紹、山本大輔
- VIZ：伊藤亮介、佐野順子、袖山巧、村田美紅里
- ウェブ：菊地崇、小川篤志
- TK：前田典子
- EED：加田晃紀
- 音効：村川翔太
- 美術：中野雪子、仁部敏博
- 美術進行：藤上幸作
- タイトル：正冨大樹、保利操、村上喬規
- 技術協力：放送映画、関西東通、戯音工房、サウンドエースプロダクション、アーチェリープロダクション、アスカプロダクション、イングス、音選屋
- 協力：毎日舞台、ヒビノ、新光企画、マックレイ、MORE、ステッププラン、藤貴園芸、クラッチ.、MBS企画、クラッチ.、ビジービー、WEST
- 宣伝：渡辺優子
- 編成：川原秋呼
- デスク：松井友規恵
- AD：藤川由佳、小原多恵、尾上絢子、桑原愛希、八代典子、徳松佑真、山本真広、下原和巳
- ディレクター：山下聡、永峰修治、里信好輝、浅田靖、山本康太
- AP：谷口美希子
- 総合演出：中村武史
- プロデューサー：長富剛
- 制作：横田一
- 製作著作：毎日放送

### 過去のスタッフ
- CTM：福本雅一
- TD・SW：竹本友亮
- CAM：藪野吉宏
- MIX：中西進二、金谷宣宏
- SE：景山佳彦
- TK：松本美希
- EED：三木直哉、北村真智子
- 美術：内田公幸
- デザイン：仁部敏博、中西勇二
- タイトル：正冨大樹、清水千晶
- CG：藤村健一、中川伸之、石井孝佳、山口文隆、橋本梢、袖山巧
- AD：平野哲也、上田憲太郎、田中理沙、前田洋
- ディレクター：福本泰昌、山内健太郎、北山和歌子、松戸みゆ ／ 合田忠弘、松原謙介、深井麗子、正垣晶博
- 演出：森貴洋
- 技術協力：デジデリック、エキスプレス、ハートス、東京舞台照明
- 美術協力：デンコー、インターナショナルクリエイティブ、デジタルカラー
- 制作協力：デラックスキッズ、アイ・ティ・エス、ビーワイルド、ドゥーエンタープライズ